# Lista de campeãs do Carnaval de Guaratinguetá
Lista de campeãs do Carnaval de Guaratinguetá.
| Ano                                 | Campeã                        | Ref.              |
| ----------------------------------- | ----------------------------- | ----------------- |
| 1970                                | Embaixada do Morro            | [ 1 ]             |
| 1971                                | Embaixada do Morro            | [ 1 ]             |
| 1972                                | Embaixada do Morro            | [ 1 ]             |
| 1973                                | Embaixada do Morro            | [ 1 ]             |
| 1974                                | Bonecos Cobiçados             | [ 1 ]             |
| 1975                                | Embaixada do Morro            | [ 1 ]             |
| 1976                                | Unidos da Tamandaré           | [ 1 ]             |
| 1977                                | Unidos da Tamandaré           | [ 1 ]             |
| 1978                                | Unidos da Tamandaré           | [ 1 ]             |
| 1979                                | Acadêmicos do Campo do Galvão | [ 1 ]             |
| 1980                                | Unidos da Tamandaré           | [ 1 ]             |
| 1981                                | Embaixada do Morro            | [ 1 ]             |
| 1982                                | Acadêmicos do Campo do Galvão | [ 1 ]             |
| 1983                                | Beira-Rio da Nova Guará       | [ 1 ]             |
| 1984                                | Embaixada do Morro            | [ 1 ]             |
| 1985                                | Acadêmicos do Campo do Galvão | [ 1 ]             |
| 1986                                | Embaixada do Morro            | [ 1 ]             |
| 1987                                | Acadêmicos do Campo do Galvão | [ 1 ]             |
| 1988                                | Unidos da Tamandaré           | [ 1 ]             |
| 1989                                | Acadêmicos do Campo do Galvão | [ 1 ]             |
| 1990                                | Unidos da Tamandaré           | [ 1 ]             |
| 1991                                | Acadêmicos do Campo do Galvão | [ 1 ]             |
| 1992                                | Acadêmicos do Campo do Galvão | [ 1 ]             |
| 1992                                | Mocidade Alegre do Pedregulho | [ 1 ]             |
| Em 1993 não ocorreu desfile.        |                               |                   |
| 1994                                | Unidos da Tamandaré           | [ 1 ]             |
| 1995                                | Embaixada do Morro            | [ 1 ]             |
| 1996                                | Embaixada do Morro            | [ 1 ]             |
| Em 1997 não ocorreu desfile.        |                               |                   |
| 1998                                | Acadêmicos do Campo do Galvão | [ 1 ]             |
| 1999                                | Embaixada do Morro            | [ 1 ]             |
| 2000                                | Unidos da Tamandaré           | [ 1 ]             |
| 2001                                | Acadêmicos do Campo do Galvão | [ 1 ]             |
| 2002                                | Acadêmicos do Campo do Galvão | [ 1 ] [ 2 ]       |
| 2003                                | Acadêmicos do Campo do Galvão | [ 1 ]             |
| 2004                                | Embaixada do Morro            | [ 1 ]             |
| 2005                                | Acadêmicos do Campo do Galvão | [ 1 ]             |
| 2006                                | Acadêmicos do Campo do Galvão | [ 1 ]             |
| 2006                                | Embaixada do Morro            | [ 1 ]             |
| 2007                                | Acadêmicos do Campo do Galvão | [ 1 ]             |
| 2008                                | Embaixada do Morro            | [ 1 ]             |
| 2009                                | Embaixada do Morro            | [ 1 ]             |
| Em 2010 não ocorreu desfile.        |                               |                   |
| 2011                                | Acadêmicos do Campo do Galvão | [ 1 ] [ 3 ]       |
| 2011                                | Embaixada do Morro            | [ 1 ] [ 3 ]       |
| 2012                                | Unidos da Tamandaré           | [ 1 ] [ 4 ] [ 5 ] |
| Em 2013 não ocorreu desfile.        |                               |                   |
| 2014                                | Unidos da Tamandaré           | [ 7 ]             |
| De 2015 a 2017, não ocorreu desfile |                               |                   |
| 2018                                | Acadêmicos do Campo do Galvão |                   |
| 2019                                | Mocidade Alegre do Pedregulho |                   |
| 2020                                | Mocidade Alegre do Pedregulho |                   |

## Número de títulos por escola
| Nº | Escola                        | Total |
| -- | ----------------------------- | ----- |
| 1º | Embaixada do Morro            | 17    |
| 2º | Acadêmicos do Campo do Galvão | 16    |
| 3º | Unidos da Tamandaré           | 10    |
| 4º | Mocidade Alegre do Pedregulho | 3     |
| 5º | Bonecos Cobiçados             | 01    |
| 5º | Beira-Rio da Nova Guará       | 01    |